# 朱台符
朱台符（965年—1006年），字拱正，眉山（今属四川）人。
朱賦之子。乾德三年出生，少年聰明，敏於辭賦，十歲作《黃山樓記》。太宗淳化三年（992年）進士第二人，初授将作监丞，後來在寇准属下任通判青州。入直史馆，迁秘书丞。咸平元年（998年）同知贡举，不久出京为京西转运副使。景德初官陕西转运使，终官工部郎中。真宗景德三年知洪州，卒於赴任舟途中。有集三十卷，已佚。

## 延伸阅读
[在维基数据编辑]
 《宋史·卷306》，出自脱脱《宋史》